# Mandi Aur
Mandi Aur is een bestuurslaag in het regentschap Musi Rawas van de provincie Zuid-Sumatra, Indonesië. Mandi Aur telt 1859 inwoners (volkstelling 2010).